# Helena Lecapena
Helena Lecapena, en grec antic Ἑλένη Λεκαπηνή, (Constantinoble 911 - 961) va ser una emperadriu consort de l'emperador romà d'Orient Constantí VII. Era filla de Romà Lecapè i de Teodora.

## Matrimoni
El matrimoni d'Helena va ser concertat per conveniència entre la família paterna i la família del que després va ser l'emperador Constantí VII, una família de llinatge imperial que formava part de la Dinastia macedònica. Així, el pare d'Helena, Romà Lecapè va obtenir l'aliança i la unió amb aquesta important dinastia, i el legitimava plenament com a emperador per ser βασιλεοπάτωρ, Basleopàtor ("pare de l'emperador"). Helena va participar activament en la política de l'Imperi, actuant de consellera del seu marit i com a corregent.
Helena va tenir amb el seu marit Constantí VII quatre filles, Zoè, Àgata, Anna i Teodora, i un fill, que més endavant va ser l'emperador Romà II.
Les cròniques de l'època diuen que el matrimoni d'Helena i Constantí VII va ser feliç tot i ser un matrimoni de conveniència. La parella es va estimar, i fins i tot Helena no va defensar la causa del seu pare sinó la del seu marit, a qui va recomanar la deportació del llavors coemperador Romà Lecapè. Aquesta deportació va tenir lloc el 27 de gener de l'any 945.

## Mort de Constantí VII
Constantí VII es va posar malalt sense causa aparent i va anar a Bursa a prendre uns banys termals amb l'esperança de curar-se, però el 9 de novembre del 959 va morir amb 54 anys a Constantinoble. Segons els historiadors contemporanis dels fets, la causant de la mort de l'emperador va ser la nora d'Helena, Teòfano Anastaso, encara que sembla que va morir per causes naturals.

## Reclusió
La mort de Constantí VII va permetre l'ascens al tron del seu fill Romà II, però tal com diuen les cròniques, qui realment governava era la seva esposa Teòfano Anastaso, que en un primer moment va fer tancar en un racó del palau a Helena i les seves quatre filles. Després, Teòfano va obligar a fer-se monges a tres de les quatre filles d'Helena, Zoè, Àgata i Helena. La quarta germana, Teodora, es va casar més endavant amb Joan I Tsimiscés. Amb tot això, Teòfano aconseguia treure tot el poder polític a les seves cunyades. Romà II no es va poder oposar a aquestes maquinacions. Segons Teòfanes continuat, Helena Lecapena va morir el 19 de setembre de l'any 961.